# Rui Dias Cabral
Rui Dias Cabral foi um nobre português.

## Biografia
Cavaleiro da Casa Real e Alcaide-Mor do Castelo de Veiros. Deve ter participado na Batalha da Alfarrobeira.
Faleceu antes de 24 de Agosto de 1476, quando o Rei D. Afonso V de Portugal doa a Gomes de Figueiredo o serviço velho e novo e direitos dos Judeus de Fronteira, Borba e Vila Viçosa, como os tivera João de Barros, que morrera, e seu sogro, Rui Dias.

## Casamento e descendência
Casou com Joana de Lemos, filha de João Lopes de Lemos e de sua mulher Isabel de Sande, da qual teve uma filha: 
- Isabel de Lemos (c. 1435 - d. 1522), casada com João de Barros (c. 1429 - c. 24 de Agosto de 1476), com geração feminina